# Church (club)

Club Church aan de Kerkstraat in Amsterdam

Club  Church (ook geschreven als chUrch) is een homodiscotheek aan de Kerkstraat 52 in de binnenstad van Amsterdam. De zaak werd geopend in 2008 en is speciaal gericht op fetishfeesten.

## Voorgeschiedenis

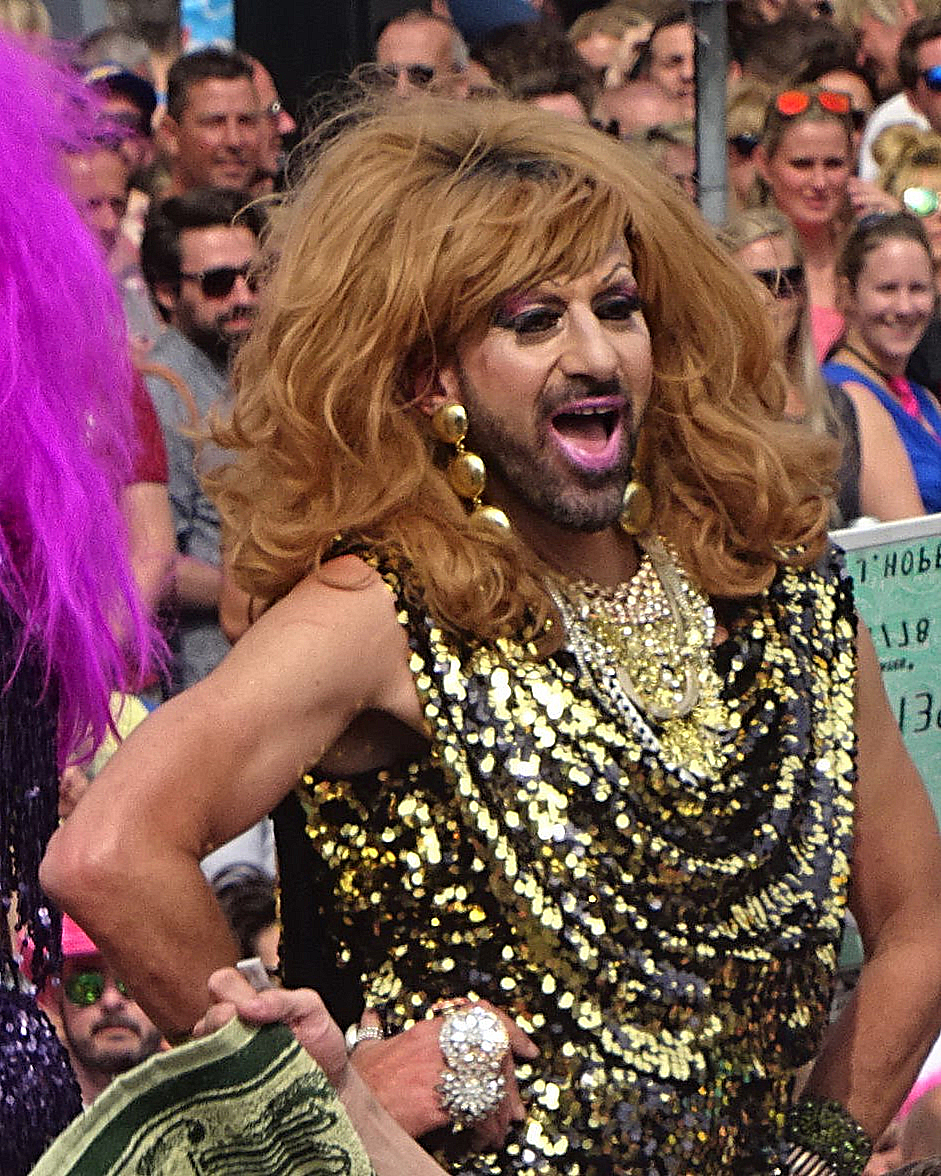
Richard Keldoulis als zijn alter ego Jennifer Hopelezz

Club Church is een initiatief van Elard Diekman, Richard Keldoulis en Wim Peeks. Deze laatste was bestuurslid van de stichting GALA (Gay And Lesbian Association Amsterdam), die tijdens de EuroPride van 1994 veel verlies geleden had. Om dat terug te verdienen werden Factory Parties voor fetishliefhebbers georganiseerd, die een dermate succes waren dat de stichting vervolgens ook de organisatie van de feesten op het Homomonument overnam. Voor dat laatste werden Elard Diekman en Richard Keldoulis inschakeld.
Keldoulis komt oorspronkelijk uit de Australische stad Sydney en verhuisde in 1990 naar Amsterdam waar hij Elard Diekman leerde kennen. Samen organiseerden ze het seksfeest "Sex on Sundays" (SOS) in de leerbar Argos in de Warmoesstraat en een vergelijkbaar feest onder de naam  "(z)onderbroek" in Club La in de Kerkstraat. Ook dit bleek een succes en toen de eigenaar van Club La aangaf te willen stoppen, namen Keldoulis, Diekman en Peeks de zaak over en heropenden hem op 30 juli 2008 onder de naam club Church.

## Interieur

Impressie van het interieur van club Church (2018)

Club Church heeft een capaciteit van 230 personen en bestaat uit een grote zaal met een dansvloer, bar, podium en DJ-booth. De naam van de zaak komt terug in het barmeubel, dat ter decoratie voorzien is van gotische spitsbogen en een beeld van een heilige non, alsmede een verlicht glas-in-loodraam boven de DJ-booth. Tegenover de bar was er een brede dubbele trappartij die naar een loopbrug boven de dansvloer leidde. Voorin de zaak bevond zich, naast de garderobe een aparte rookruimte. In de kelder bevinden zich de toiletten, een douchegelegenheid, alsmede een darkroom met een sling en aparte hokjes. In augustus 2019 kreeg de darkroom een geheel nieuwe aankleding, ook weer in kerk-thema. In 2021 is er een grote verbouwing geweest waarbij de dubbele trappartij en loopbrug verwijderd zijn. Hiervoor in de plaats is er 1 brede trap naar boven gekomen en is de bovenverdieping een stuk groter en ruimer gemaakt. De rookruimte is verwijderd in verband met de wetgeving, hierdoor kon de garderobe verder worden uitgebreid. 

## Activiteiten
In club Church zijn er op de meeste dagen van de week avonden die elk een eigen thema hebben, dat wekelijks of maandelijks terugkeert. uitzondering is de donderdagavond wanneer het feest zonder dresscode toegankelijk is. Op de andere dagen zijn er thema-avonden met voor zichzelf sprekende namen als (z)onderbroek, hoerenbal, S.O.S. (Sex on Sunday), Naked Bar, Furball en Ladz. Op zondagmiddag is er eens in de twee maanden een tea dance voor mannen met hiv.
In totaal trekken deze avonden tussen de 800 en 1000 bezoekers per week, van jong tot oud en van alle mogelijke seksuele voorkeuren of genderidentiteiten. Daarnaast is er in Church ruimte voor verschillende kunstvormen, zoals travestie, fotografie en theater en zijn er regelmatig voorlichtingsbijeenkomsten over seksuele gezondheid. In dat kader wordt vanuit de club ook actief actie gevoerd voor het preventieve middel PrEP.
Over club Church verscheen een documentaire onder de titel Weg van de Kerk, geregisseerd door filmmaker Robin Vogel. Deze ging op 18 maart 2016 tijdens de Roze Filmdagen in premiere.

## Gelieerde projecten
Nadat Diekman, Keldoulis en Peeks club Church goed op de rails hadden gekregen begonnen ze samen ook een nieuwe homosauna onder de naam Nieuwezijds (NZ). Deze werd in 2013 geopend aan de Nieuwezijds Armsteeg 95. De sauna moest een modern alternatief worden voor de oude homosauna Thermos aan de Raamstraat. Sinds de sluiting van de Thermos in april 2015 is Nieuwezijds de enig overgebleven homosauna in Amsterdam.
Na het succes van sauna Nieuwezijds besloot Richard Keldoulis ook in Rotterdam een nieuwe gay sauna te beginnen, en wel in het pand van de vroegere homosauna Spartacus op de hoek van de Nieuwe Binnenweg en de 's Gravendijkwal. De opening onder de naam Waterman stond gepland voor het najaar van 2015, maar door de slechte bouwkundige staat van het pand was er medio 2017 nog weinig schot in de zaak gekomen en werd het project uiteindelijk afgeblazen.
Omdat na het wegvallen van Pink Christmas alleen Pride Amsterdam het enige openbare lhbt-evenement in Amsterdam is, besloot Keldoulis om in samenwerking met de stichting GALA een nieuw queer evenement te organiseren: het StreetHeart festival, dat op 9 september 2017 voor het eerst in de Kerkstraat ter hoogte van Church gehouden werd. De naam van het festival is ontleend aan het boek Amsterdam Steethearts van de Amerikaanse journaliste en fotografe Shirley Agudo.

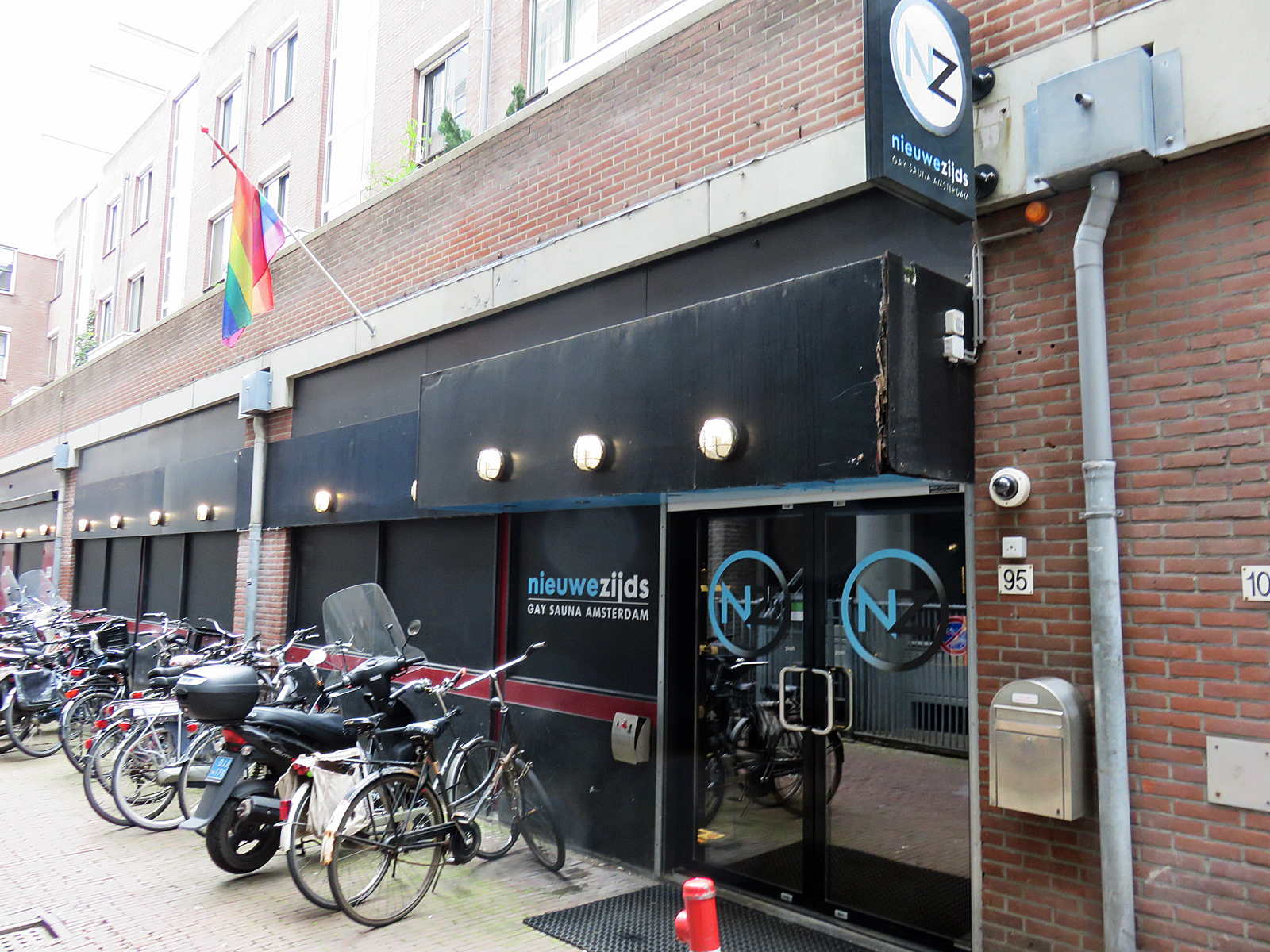
Homosauna Nieuwezijds in Amsterdam
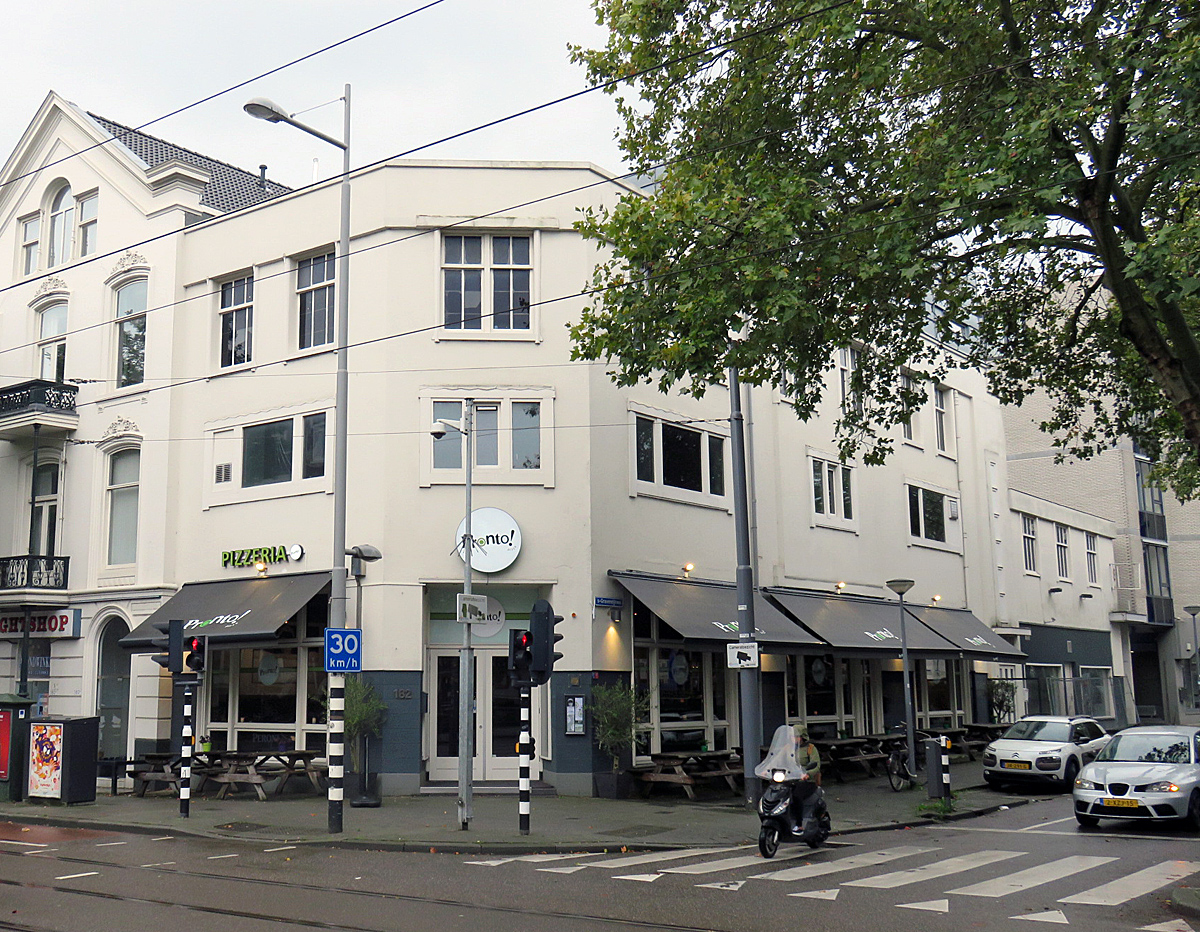
De voormalige homosauna Spartacus in Rotterdam
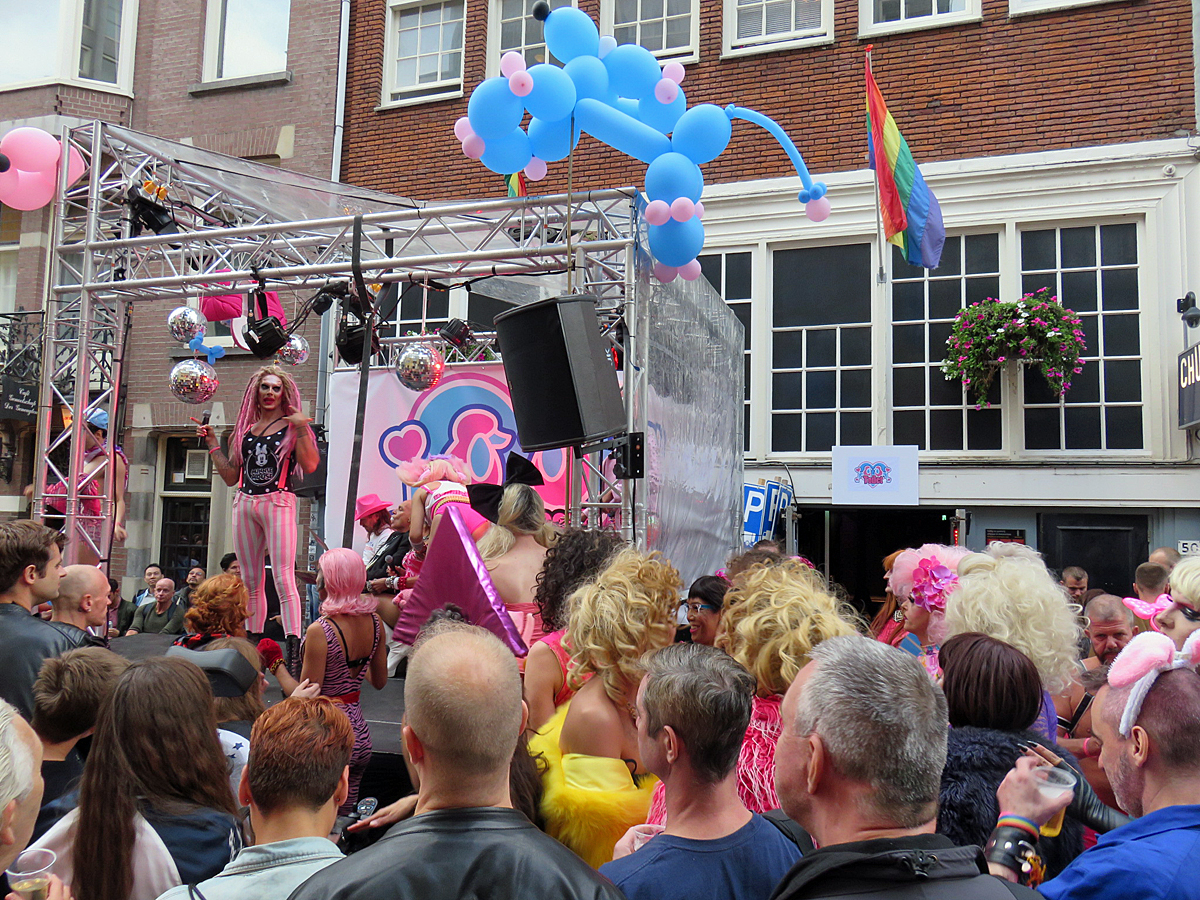
Het Streetheart Festival bij club Church in 2018